# Ли ван Клиф
Ли Ван Клиф (енгл. Lee Van Cleef) био је амерички глумац, најпознатији по улогама у вестернима. Право име му је било Кларенс Лирој Ван Клиф, Млађи (енгл. Clarence LeRoy Van Cleef, Jr.). Рођен је у породици Марион Левиније (девојачко Ван Флит) (енгл. Marion Levinia, Van Fleet) и Кларенса Лироја Ван Клифа, Старијег (енгл. Clarence LeRoy Van Cleef, Sr.). У Другом светском рату борио се у редовима Америчке морнарице.

## Филмографија
| Улоге Ли Ван Клиф |                                      |               |                          |          |
| Година            | Српски назив                         | Изворни назив | Улога                    | Напомена |
| 1952.             | Тачно у подне                        |               | Џек Колби                |          |
| 1956.             | То је освојило свет                  |               | др Том Андерсон          |          |
| 1962.             | Човек који је убио Либертија Валанса |               | Рис                      |          |
| 1965.             | За долар више                        |               | пуковник Даглас Мортимер |          |
| 1966.             | Добар, лош, зао                      |               | „Лош” / „Анђеоске очи”   |          |
| 1967.             | Смрт јаше коња; Смрт јаше на коњу.   |               | Рајан                    |          |